# Jerzy Dreyza (lekarz)
Jerzy Antoni Dreyza (ur. 10 lipca 1902) w Brzóstowni), zm. 1 stycznia 1981 w Częstochowie) – polski lekarz-internista, uczestnik powstania wielkopolskiego, kampanii wrześniowej, powstania warszawskiego, lekarz naczelny (w stopniu kapitana) Szpitala Maltańskiego w Warszawie (1939–1944) i ordynator Oddziału Chorób Wewnętrznych Szpitala Maltańskiego w Częstochowie (1945–1949).

## Życiorys

### Dzieciństwo i powstanie wielkopolskie
Urodził się w lipcu 1902 roku w Wielkopolsce, w miejscowości Brzóstownia (powiat śremski. Był synem Wojciecha Dreyera, administratora klucza majątków ziemskich hr. Mielżyńskiego, i Zofii z d. Żniniewicz. W rodzinnym domu panowała patriotyczna atmosfera.
Uczył się w poznańskim gimnazjum im. Fryderyka Wilhelma. Był członkiem tajnego harcerstwa polskiego. W grudniu 1918 roku uczestniczył w ulicznych walkach powstańców. W drugiej połowie stycznia 1919 roku należał do kompanii łączności, działającej w rejonie Pniew.

### Szkolenie i służba wojskowa (1919–1928)
Po zdaniu egzaminu maturalnego (luty 1919) ukończył:
- Szkołę Podchorążych Łączności w Zegrzu (1920)
- Szkołę Oficerską Artylerii w Toruniu (1924)

Służył w jednostkach łączności w Zegrzu i Grudziądzu, a następnie był przydzielany do:
- Szefostwa Łączności DOK w Toruniu
- Szefostwa Łączności DOK w Brześciu
- 4 Kujawskiego Pułku Artylerii Lekkiej w Inowrocławiu.

### Studia i VII Okręgowy Szpital Wojskowy (1928–1939)
Z wojska wystąpił w roku 1928, decydując się na rozpoczęcie studiów medycznych.
Studiował w latach 1928–1934 na Uniwersytecie Poznańskim, a następnie pracował w wojskowej służbie zdrowia w Poznaniu.
Kadrę tych służb tworzyli pracownicy szpitali wojskowych, lekarze służący w szeregach armii i inni. Istotną rolę odgrywali: płk Teofil Kucharski – dowódca Wielkopolskiego Szpitala Rejonowego, płk Leon Strehl – dowódca Rezerw Personelu Medycznego). Jerzy Dreyza był w latach 1934–1939 kontraktowym ordynatorem Oddziału Wewnętrznego w VII Okręgowym Szpitalu Wojskowym w Poznaniu (zob. Okręg Korpusu Nr VII – Służby).
Najpoważniejszymi problemami medycznymi były wówczas: gruźlica (najczęstsza przyczyna zgonów; chorych żołnierzy zwalniano do rezerwy), choroby infekcyjne przewodu pokarmowego (dur brzuszny, czerwonka), choroby weneryczne i jaglica. Wprowadzenie obowiązkowych szczepień oraz działania higieniczno-sanitarne (zob. zakres działań sanepid) sprawiły, że w końcu lat 20. liczba zachorowań spadła (w Okręgu Korpusu VII sytuacja była lepsza, niż w innych Okręgach).
Lekarze VII. Szpitala Okręgowego nie ograniczali się do diagnostyki i leczenia. Uzupełniali wykształcenie na kursach specjalistycznych, prowadzili działalność naukową i społeczną, należeli do Towarzystwa Wiedzy Wojskowej (uczestniczyli w konferencjach TWW), Ligi Ochrony Przeciwlotniczej i Przeciwgazowej, Wojskowego Klubu Sportowego, Towarzystwa Inwalidów i Sierot po Lekarzach Wojskowych itp.
W sierpniu 1939 roku podjęto planową rozbudowę i reorganizację struktur jednostek służby zdrowia Armii „Poznań”, w tym VII. Szpitala Okręgowego. Po wykonaniu zadań mobilizacyjnych szpital rozpoczął przygotowania do ewakuacji (pierwsze dni września).

### Wrzesień 1939
Po wybuchu II wojny światowej (kampania wrześniowa) kpt. Jerzy Dreyza był lekarzem dywizjonu artylerii w 7 pułku artylerii ciężkiej (zob. działania 7 pac w kampanii wrześniowej). Dywizjon  uczestniczył w bitwie nad Bzurą w składzie grupy operacyjnej, którą dowodził gen. bryg. Edmund Knoll-Kownacki.
W czasie przeprawy przez Bzurę Jerzy Dreyza został ranny i dostał się do niewoli niemieckiej.

### Okupowana Warszawa i Powstanie Warszawskie
Po kapitulacji Warszawy kierował szpitalem polowym dla rannych jeńców polskich w Laskach k. Warszawy. Na przełomie 1939 i 1940 roku (listopad–kwiecień) pełnił funkcję oficera łącznikowego Szefostwa Polskich Szpitali Wojennych. W latach 1941–1944 był:

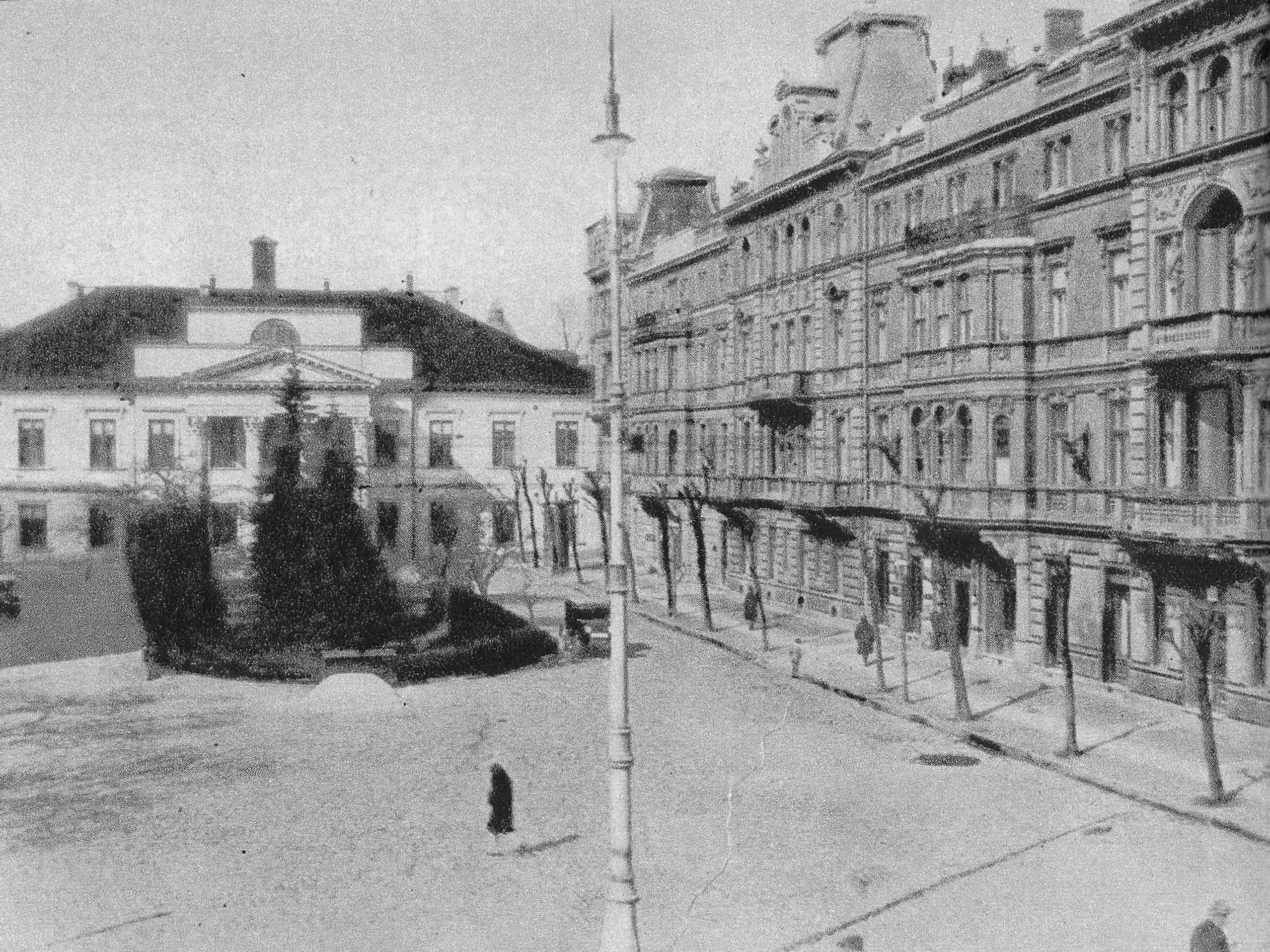
Przedwojenny gmach Resursy Kupieckiej przy ul. Senatorskiej

- naczelnym lekarzem Szpitala Maltańskiego[k][1][7][10]
- szefem sanitarnego Luftschutz Hilfdienst (organizacja biernej obrony przeciwlotniczej)

W Szpitalu Maltańskim udzielał pomocy żołnierzom ZWZ-AK, rannym w akcjach zbrojnych. Ukrywał Żydów i inne osoby zagrożone aresztowaniem. „Malta” była też przygotowana do służby medycznej w czasie powstania. Szpital był dobrze zaopatrzony w leki i żywność, miał dobrze wyposażoną salę operacyjną (w schronie).
W pierwszym dniu powstania (1 sierpnia) szpital zajęło kilkunastu Niemców i na oddziale chirurgicznym umieszczono rannych żołnierzy niemieckich.
W drugim dniu dzielnicę opanowały oddziały polskie. W dniach 5–6 sierpnia w szpitalu znaleźli się ranni z ul. Elektoralnej i z Woli oraz szef sanitarny AK – płk dr Leon Strehl „Feliks” (zostały rozbite Oddziały III Obwodu AK i ewakuowano z Woli Komendę Główną AK). Utrzymywano kontakt ze Starówką (przez przełom w murze na zapleczu), jednocześnie przyjmując od frontu rannych Niemców (przestrzeganie instrukcji dr Jerzego Dreyzy umożliwiło uniknięcie związanych z tym zagrożeń).
Między 7 i 14 sierpnia szpital przechodził z rąk do rąk (kilka razy doszło do wymiany ognia). Po przejęciu szpitala Niemcy nie zastosowali represji, które miały miejsce w innych powstańczych szpitalach (zob. szpitale na Woli w czasie powstania warszawskiego i rzeź Woli, pacyfikacja Czerniakowa), ze względu na obecność rannych jeńców niemieckich. Początkowo prowadzono stopniową ewakuację polskich rannych. Rozkaz natychmiastowego opuszczenia szpitala przez wszystkich wydał 14 sierpnia Obersturmführer Lagana (lub Lagna, Legana), dowódca kompanii z brygady Dirlewangera.
Płk Strehl zorganizował przeniesienie ok. 200 rannych, niezdolnych do samodzielnego poruszania się, przez opanowany przez Niemców Ogród Saski do gmachu PKO ma ul. Jasnej (nadano mu wówczas pseudonim „Mojżesz”), a dr Dreyza – transport 30 rannych do Szpitala Wolskiego. W następnych dniach personel „Malty” pracował przy ul. Zgoda 17 (budynek spłonął 4 września) i ul. Śniadeckich 17.
Po kapitulacji powstania Szpital Maltański został przeniesiony do Piastowa. Działał jako szpital cywilny w budynkach Zakładów Akumulatorowych „Tudor”.

### Okres powojenny
Po zakończeniu wojny Szpital Maltański podlegał Polskiemu Czerwonemu Krzyżowi, z którym Jerzy Dreyza zawarł porozumienie (marzec 1945) o przekazaniu jednostki do dyspozycji garnizonu wojskowego w Częstochowie. Szpital, nazywany Szpitalem Maltańskim lub szpitalem walczącego podziemia, działał od 23 marca 1945 roku jako pomocniczy szpital garnizonowy (Częstochowa, ul. Waszyngtona 42). Był wspomagany m.in. przez prezydenta miasta T.J. Wolańskiego, komendanta Garnizonu ppłk. Kondratowicza, księdza prałata Bolesława Wróblewskiego oraz Zarząd Główny i Zarząd Oddziału PCK. Dr Jerzy Dreyza był ordynatorem Oddziału Chorób Wewnętrznych. Placówkę zlikwidowano w roku 1949.
Jerzy Dreyza pozostał w Częstochowie do śmierci. Był w tym mieście:
- dyrektorem Miejskiego Szpitala Powszechnego (1947)
- pełnomocnikiem Zarządu Głównego PCK na Oddział Częstochowski (1948–1949)
- współorganizatorem i kierownikiem Pogotowia Ratunkowego (1949–1950)
- lekarzem powiatowym UB w Częstochowie (1951–1952)
- kierownikiem stacji Pogotowia Ratunkowego (1952–1954)
- inspektorem Centralnej Poradni Ochrony Zdrowia Przemysłu Hutniczego w Katowicach
- lekarzem w Przychodni PKP w Częstochowie
- organizatorem Kolumny Sanitarno-Epidemiologicznej Obwodowej Przychodni Lekarskiej
- organizatorem Zakładowej Przychodni przy Parowozowni i Wagonowni.

Był też organizatorem opieki medycznej dla pielgrzymów, przybywających na Jasną Górę.

## Odznaczenia
Otrzymał:
- Medal Niepodległości
- Krzyż Walecznych
- Medal Pamiątkowy za Wojnę 1918–1921
- Srebrny Krzyż Zasługi (1938)
- Krzyż Oficerski OOP

W książce „Polska służba zdrowia w powstaniach narodowych 1794-1944″ Witold Lisowski napisał m.in.:

We wdzięcznej pamięci rodaków na zawsze pozostaną imiona bohaterskich lekarzy, którzy często ofiarą własnego życia ratowali setki istnień ludzkich. Należeli do nich: płk prof. Edward Loth, płk dr Leon Strehl, płk prof. Teofil Kucharski, gen. dr Mieczysław Kowalski, gen. bryg. dr Witold Hercdyński, płk dr Zygmunt Gilewicz, płk doc. Tadeusz Bętkowski, gen. dr Stefan Tarnawski

## Życie rodzinne
Synem Jerzego Antoniego Dreyzy i Marii z d. Jarockiej był
Jerzy Wojciech Dreyza (1932–2012, dziennikarz, ekonomista). Informacje źródłowe nt. małżeństwa J.A. Dreyzy z Jadwigą Bielińską są niepewne.
Jerzy A. Dreyza zmarł w Częstochowie 3 stycznia 1981 roku. Został pochowany na cmentarzu Kule (kw. 121, rząd XIII, grób 8).